# Вајнланд (Минесота)
Вајнланд (енгл. Vineland) насељено је место без административног статуса у америчкој савезној држави Минесота.

## Демографија
По попису из 2010. године број становника је 1.001, што је 394 (64,9%) становника више него 2000. године.
| Група             | 2000.     | 2010.     |
| Белци             | 29 (4,8%) | 98 (9,8%) |
| Афроамериканци    | 0 (0,0%)  | 6 (0,6%)  |
| Азијати           | 0 (0,0%)  | 0 (0,0%)  |
| Хиспаноамериканци | 5 (0,8%)  | 18 (1,8%) |
| Укупно            | 607       | 1.001     |